# Águas de Chapecó
Águas de Chapecó es un municipio brasileño del estado de Santa Catarina, en el sur del país. Tiene una población estimada al 2021 de 6 544 habitantes.
Está localizado en el llamado "Valle de las aguas", región turística de Santa Catarina conocida por sus aguas termales. Está ubicada a 44 km de Chapecó y a 596 km de Florianópolis.

## Historia
Los primeros habitantes del hoy municipio se remontan a la época de la Revolución Federalista de Río Grande del Sur, quienes llegaron a la localidad por el río Uruguay y la llamaron "Vila Aurora. En 1915, la localidad recibió a hijos de migrantes italianos.
Fue elevado a distrito de Chapecó en 1956 y a municipio en 1962 con el nombre actual.